# Puchar Łotwy w piłce siatkowej mężczyzn (2004)
Puchar Łotwy w piłce siatkowej mężczyzn 2004 (Latvijas Kausa izcīņa "Minhauzenam 285" 2004) – rozgrywki o siatkarski Puchar Łotwy. Brały w nich udział kluby z Virslīgi oraz 1. Līgi. Zainaugurowane zostały 3 listopada. Finał odbył się 18 grudnia w kompleksie sportowym Rīgas 49. vidusskola w Rydze.
Puchar Łotwy zdobył klub LĀSE-R/Rīga, który w finale pokonał Poliurs/Biolar Ozolnieki.

## Drużyny uczestniczące
| Virslīga 6 drużyn        | Virslīga 6 drużyn |
| ------------------------ | ----------------- |
| SK Elvi Kuldīga          | półfinał          |
| Inčukalns/LU             | półfinał          |
| LĀSE-R/Rīga              | zwycięstwo        |
| Poliurs/Biolar Ozolnieki | finał             |
| SK Babīte                | ćwierćfinał       |
| SK Cēsis/LSPA            | ćwierćfinał       |

| 1. Līga 6 drużyn         | 1. Līga 6 drużyn |
| ------------------------ | ---------------- |
| AVK NAA                  | 1. runda         |
| SK RTU                   | ćwierćfinał      |
| VK Vecumnieki            | 1. runda         |
| Vidzemes energoceltnieks | 1. runda         |
| VK Ropaži/Ravus          | ćwierćfinał      |
| Ziemeļkurzeme            | 1. runda         |

## 1. runda
| Data       | Drużyna 1                |     | Drużyna 2       | Sety                         |
| ---------- | ------------------------ | --- | --------------- | ---------------------------- |
| 03.11.2004 | Ziemeļkurzeme            | 1:3 | SK Cēsis/LSPA   | (20:25, 25:19, 17:25, 20:25) |
| 10.11.2004 | Ziemeļkurzeme            | 1:3 | SK Cēsis/LSPA   | (22:25, 22:25, 25:17, 13:25) |
| 03.11.2004 | Vidzemes energoceltnieks | 0:3 | SK RTU          | (0:25, 0:25, 0:25)           |
| 11.11.2004 | Vidzemes energoceltnieks | 0:3 | SK RTU          | (0:25, 0:25, 0:25)           |
| 04.11.2004 | VK Ropaži/Ravus          | 3:0 | VK Vecumnieki   | (28:26, 25:16, 25:18)        |
| 10.11.2004 | VK Ropaži/Ravus          | 1:3 | VK Vecumnieki   | (25:14, 23:25, 21:25, 15:25) |
| 03.11.2004 | AVK NAA                  | 1:3 | SK Elvi Kuldīga | (21:25, 21:25, 25:22, 16:25) |
| 10.11.2004 | AVK NAA                  | 1:3 | SK Elvi Kuldīga | (19:25, 21:25, 25:21, 19:25) |

## Ćwierćfinały
| Data                   | Drużyna 1       |     | Drużyna 2                | Sety                           |
| ---------------------- | --------------- | --- | ------------------------ | ------------------------------ |
| 17.11.2004             | SK Cēsis/LSPA   | 0:3 | Poliurs/Biolar Ozolnieki | (21:25, 17:25, 15:25)          |
| 24.11.2004             | SK Cēsis/LSPA   | 0:3 | Poliurs/Biolar Ozolnieki | (23:25, 14:25, 23:25)          |
| 17.11.2004             | SK RTU          | 0:3 | Inčukalns/LU             | (17:25, 25:27, 19:25)          |
| 24.11.2004             | SK RTU          | 0:3 | Inčukalns/LU             | (17:25, 24:26, 14:25)          |
| 17.11.2004             | VK Ropaži/Ravus | 0:3 | LĀSE-R/Rīga              | (15:25, 18:25, 20:25)          |
| 24.11.2004             | VK Ropaži/Ravus | 0:3 | LĀSE-R/Rīga              | (17:25, 10:25, 6:25)           |
| 17.11.2004             | SK Elvi Kuldīga | 3:1 | SK Babīte                | (18:25, 25:22, 25:15, 25:11)   |
| 24.11.2004             | SK Elvi Kuldīga | 1:3 | SK Babīte                | (28:30, 20:25, 25:19, 22:25) 1 |
| 1 małe punkty: 188:172 |                 |     |                          |                                |

## Mały Puchar

### Półfinały
| Data       | Drużyna 1       |     | Drużyna 2 | Sety                                |
| ---------- | --------------- | --- | --------- | ----------------------------------- |
| 01.12.2004 | SK Cēsis/LSPA   | 3:2 | SK RTU    | (23:25, 25:19, 21:25, 25:14, 15:8)  |
| 04.12.2004 | SK Cēsis/LSPA   | 3:1 | SK RTU    | (25:17, 19:25, 27:25, 28:26)        |
| 02.12.2004 | VK Ropaži/Ravus | 2:3 | SK Babīte | (14:25, 25:16, 17:25, 25:10, 12:15) |
| 04.12.2004 | VK Ropaži/Ravus | 0:3 | SK Babīte | (22:25, 23:25, 19:25)               |

### Finał
| Data       | Drużyna 1     |     | Drużyna 2 | Sety                                |
| ---------- | ------------- | --- | --------- | ----------------------------------- |
| 18.12.2004 | SK Cēsis/LSPA | 3:2 | SK Babīte | (25:18, 33:35, 25:22, 14:25, 15:13) |

## Faza finałowa

### Półfinały
| Data       | Drużyna 1                |     | Drużyna 2       | Sety                                |
| ---------- | ------------------------ | --- | --------------- | ----------------------------------- |
| 01.12.2004 | Poliurs/Biolar Ozolnieki | 3:1 | Inčukalns/LU    | (19:25, 25:12, 25:23, 25:19)        |
| 04.12.2004 | Poliurs/Biolar Ozolnieki | 2:3 | Inčukalns/LU    | (19:25, 32:30, 25:21, 19:25, 13:15) |
| 30.11.2004 | LĀSE-R/Rīga              | 3:0 | SK Elvi Kuldīga | (25:13, 25:19, 26:24)               |
| 07.12.2004 | LĀSE-R/Rīga              | 3:0 | SK Elvi Kuldīga | (25:21, 25:21, 25:20)               |

### Finał
| Data       | Drużyna 1                |     | Drużyna 2   | Sety                         |
| ---------- | ------------------------ | --- | ----------- | ---------------------------- |
| 18.12.2004 | Poliurs/Biolar Ozolnieki | 1:3 | LĀSE-R/Rīga | (22:25, 20:25, 25:21, 23:25) |